# Campocolinus
Campocolinus är ett släkte med fåglar i familjen fasanfåglar inom ordningen hönsfåglar.
- Coquifrankolin (Campocolinus coqui)
- Vitstrupig frankolin (Campocolinus albogularis)
- Saufrankolin (Campocolinus schlegelii)

Arterna placerades fram tills nyligen i släktet Peliperdix, men genetiska studier har visat att arterna i släktet inte står varandra närmast.
Tidigare fördes alla frankoliner till ett och samma släkte, Francolinus. Ett flertal DNA-studier har senare visat att de inte är varandras närmaste släktingar och delas därför nu upp i fyra eller fem släkten: Francolinus i begränsad mening, Dendroperdix (inkluderas ibland i Francolinus), Scleroptila, Peliperdix och Pternistis. Arterna i de fyra första släktena står förhållandevis nära varandra och hör till en grupp fåglar där även djungelhöns (Gallus) och bambuhöns (Bambusicola) ingår. De i Pternistis å andra sidan är mer släkt med vaktlar (Coturnix), snöhöns (Tetraogallus) och hönsfåglarna i Alectoris.